# 다 로빈슨
다 로빈슨(Dar Robinson, 1947년 3월 26일 ~ 1986년 11월 21일)은 미국의 발명가, 영화배우, 스턴트 배우이다.
로스앤젤레스에서 태어났으며 페이지에서 사망하였다. 포리스트 론 메모리얼 파크에 매장되었다.

## 영화
- 사이클론 (1987년)
- 스틱 (1985년)
- 리브 앤 다이 (1985년)
- 폴리스 아카데미 (1984년)
- 스턴트맨의 분노 (1977년)
- 에어포트 77 (1977년)
- 세인트 아이브스 (1976년)